# 黑特山
47°16′54″N 10°05′25″E / 47.28167°N 10.09028°E

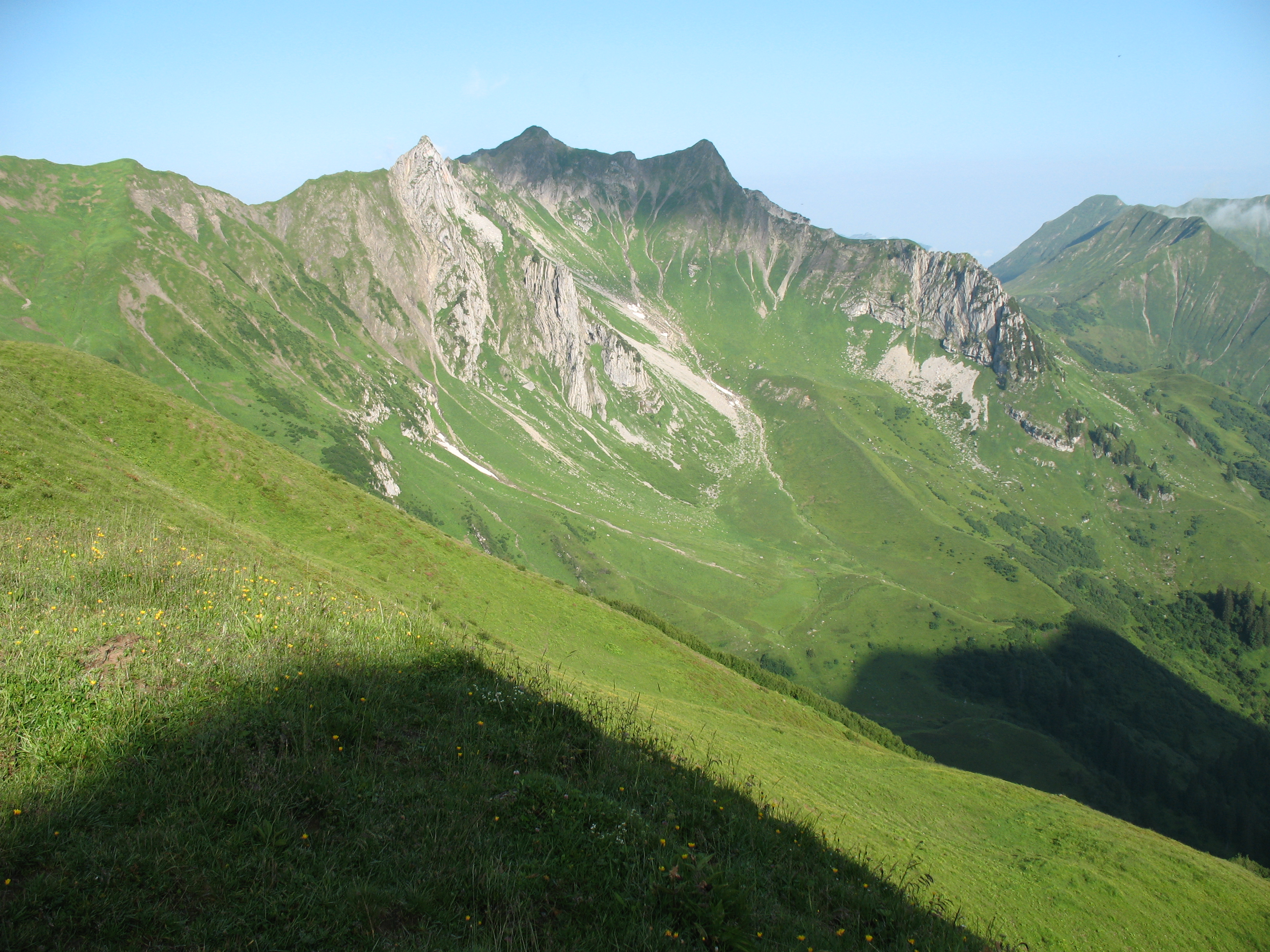

黑特山（德語：Heiterberg），是奧地利的山峰，位於該國西部，由福拉爾貝格州負責管轄，屬於阿爾高阿爾卑斯山脈的一部分，距離大維德施泰因山2.6公里，海拔高度2,188米，每年平均降雨量1,730毫米。